# Thunderstruck
Thunderstruck – singel australijskiej grupy rockowej AC/DC, pochodzący z albumu The Razor’s Edge (1990). Został wydany nakładem Atco Records w 1990.
Jest to jeden z najpopularniejszych singli AC/DC – w Stanach Zjednoczonych osiągnął status złotej płyty. W 2004 powstał film o tej samej nazwie, opowiadający historię pięciu fanów AC/DC.
Komponowanie utworu Angus Young rozpoczął od głównego riffu, następnie Malcom Young wymyślił partie rytmiczne. Tytuł odnosi się do ich ulubionej zabawki z dzieciństwa – ThunderStreak.
W 2011 roku utwór zadebiutował na liście Top wszech czasów Trzeciego Programu Polskiego Radia, w którym zajął 87. miejsce, w 2012 roku był na 97. miejscu, w 2013 – na 76., w 2014 – na 63, w 2015 i 2016 – na 67., a w 2017 – na 61. W 2018 roku zajął 56. miejsce.